# Вибори в Угорщині
Вибори в Угорщині — це система заходів прямого та непрямого волевиявлення громадян Угорщини, регламентована чинним законодавством, спрямована на формування вищих органів державної влади (Державні Збори, Президент Угорщини) та органів місцевого самоврядування і їх голови (мера).

## Вибори Президента Угорщини
Відповідно до Основного закону Угорщини президент обирається Державними Зборами на п'ять років. На пост глави держави може балатуватися будь-який громадянин Угорщини, який досяг тридцяти п'яти річного віку. Одна особа не може займати пост президента більше ніж двічі поспіль.
Президент Угорщини повинен бути обраний не більше ніж за тридцять, але не раніше ніж за шістдесят днів до сплину строку повноважень попереднього президента. У разі, якщо повноваження президента закінчилися достроково, то нового президента необхідно призначити протягом тридцяти днів з дня їх закінчення. Вибори Президента Угорщини назначає Голова Державних Зборів.
Вибори Президента Угорщини здійснюються народом опосередковано через Державні Збори, які проводять таємне голосування.
Виборам президента передує представлення кандидата на пост глави держави. Для підтвердження особи в статусі кандидата в президенти необхідно, щоб не менше ніж одна п'ята частина Державних Зборів надала рекомендаційні листи такому кандидатові.
Виборчий процес Президента Угорщини може передбачати два тури. Вибори президента вважаються успішними і набирають чинності у разі, якщо за одного кандидата проголосувало не менше ніж дві третіх від конституційного складу Державних Зборів. Якщо відповідна кількість голосів не набирається, то проводиться наступне голосування, але за іншим регламентом. На повторному голосуванні перемогу отримує той кандидат, який незалежно від кількості депутатів отримав найбільшу кількість голосів. У випадку, якщо і друге голосування було безрезультатним, то виборчий процес починається спочатку з першої стадії. Процес виборів президента Угорщини повинен тривати не більше ніж два дні.
Обраний Президент Угорщини вступає на пост в день закінчення строку повноважень попереднього Президента Угорщини, а у випадку дострокового закінчення повноважень останнього — у восьмий день після оголошення результатів виборів; при вступі на посаду Президент Угорщини приносить присягу перед Державними Зборами.

## Вибори до парламенту Угорщини
Нормативно-правовою базою проведення виборів до парламенту Угорщини є Закон «Про вибори депутатів Державних Зборів» від 1 січня 2012 року.
Відповідно до вказаного закону чергові вибори до парламенту Угорщини — Державних Зборів, проводяться раз на чотири роки за змішаною мажоритарно-пропорційною системою.
Виборчий процес до парламенту передбачає обрання 199 депутатів: 106 обираються у персональних округах (від кожного округу обирається один кандидат); 93 обираються за територіальними округами.
У Персональних округах перемогу здобуває кандидат, який отримує підтримку абсолютної більшості виборців. Кандидат, який висувається в персональному окрузі може самовисуватися або представляти партію. Закон також дозволяє кандидату висуватися від декількох партій.
У територіальних округах для того, щоб потрапити у парламент партія повинна подолати прохідний відсотковий бар'єр: для партій — 5 %, для списку з двох партій — 10 % для списку з трьох і більше партій — 15 %.
Громадяни Угорщини на парламентських виборах мають два голоси (під час першого туру виборів видаються два бюлетені). Один голос вони можуть подати за одного з кандидатів у персональному окрузі, другий — за одну з партій за територіальним списком.
У виборчому процесі до парламенту Угорщини застосовується спеціальна система «фільтрації» кандидатів, яка сприяє забезпеченню реальному рівню легітимності кандидатів:
- у персональних виборчих округах для отримання права на висування кандидата у депутати від партії, так і як незалежного кандидата, потрібно зібрати і передати до відповідної виборчої комісії не менше 500 «рекомендаційних листів» (такий лист отримує кожен виборець до початку виборчої кампанії);
- та партія, яка у 1/4 частині від загальної кількості або хоча б у двох персональних округах відповідного територіального округу змогла виставити на балотування свого кандидата, отримує право на висування (балотування) свого партійного списку у даному територіальному окрузі.

Відповідно Конституції Угорщини чергові вибори до Державних Зборів проводяться в квітні або в травні четвертого року роботи парламенту попереднього скликання.

## Вибори до органів місцевого самоврядування та на посаду мера
Депутатів до органів місцевого самоврядування та на посаду мера виборці обирають на основі загального та рівного виборчого права, шляхом безпосереднього та таємного голосування на виборах в умовах вільного волевиявлення. Строк повноважень депутатів органу місцевого самоврядування та мера складає п'ять років.
Повноваження депутатського корпуса тривають до дня загальних виборів депутатів органів місцевого самоврядування та мерів. У випадку неможливості проведення виборів в силу відсутності кандидатів, повноваження депутатського корпуса продовжуються до дати проведення позачергових виборів. Повноваження мера тривають до моменту вибору нового мера.

## Всенародний референдум
Відповідно до нової Конституції Угорщини, яка вступила в дію 1 січня 2012 року всенародний референдум призначається в обов'язковому порядку Державними Зборами за ініціативою не менш як двохсот тисяч виборців. Референдум може бути призначений Державними Зборами також за ініціативою президента Угорщини, уряду, та не менш як сотні тисяч виборців, але за цих умов у нього немає прямого обов'язку це зробити.

##### Обмеження щодо проведення всенародного референдуму
Відповідно до Конституції Угорщини на всенародний референдум не можуть виноситися питання щодо:
- внесення змін до Конституції Угорщини;
- центрального бюджету та його виконання, видів централізованих податків, зборів, відрахувань, митних платежів, а також законів, що регулюють основні положення місцевих податків;
- змісту законів про вибори депутатів Державних Зборів, депутатів органів місцевого самоврядування, мерів, а також депутатів Європейського парламенту;
- зобов'язань, що випливають з міжнародних договорів;
- кадрових питань та справ, що стосуються створення організацій, які входять до компетенції Державних Зборів;
- саморозпуску Державних Зборів;
- відставки депутатів;
- оголошення воєнного стану, введення чи продовження надзвичайного стану чи особливого стану, а також оголошення і продовження дій профілактичної оборонної ситуації;
- питань, пов'язаних з участю у військових операціях;
- проведення загальної амністії.

Всенародний референдум є законним, якщо більше половини виборців проголосувало законно, і успішним– якщо більше половини виборців, які проголосували законно, дали однакову відповідь на поставленні запитання.